# British Aerospace ATP
British Aerospace ATP — британський турбогвинтовий авіалайнер для ліній малої та середньої протяжності. Розроблений на основі літака Hawker Siddeley HS 748 і серійно вироблявся підприємством British Aerospace у 1988-1996, всього випущено 64 літака. Випускався в пасажирських і вантажних модифікаціях. Причиною припинення випуску є неможливість успішної конкуренції з вже існуючими на ринку машинами аналогічного класу — de Havilland Canada Dash 8 і ATR 42.

## Розробка
Літак був розроблений на основі моделі HS 748 і, по суті, є її глибокою переробкою. Довжина фюзеляжу збільшена до 26,01 м, розмах крил — до 30,62 м, змінена конфігурація носової і хвостової частини. Встановлені нові турбогвинтові двигуни Pratt & Whitney Canada PW126 з низкооборотными шестилопастными гвинтами Hamilton Standard.
Перший політ прототипу здійснений в 1986. Літак показав хороші злітно-посадочні характеристики, в тому числі і на відносно коротких смугах. Гучність літака на режимі великого газу також виявилася помірною. У 1988 літак вийшов на внутрішньобританські лінії.

## Експлуатація

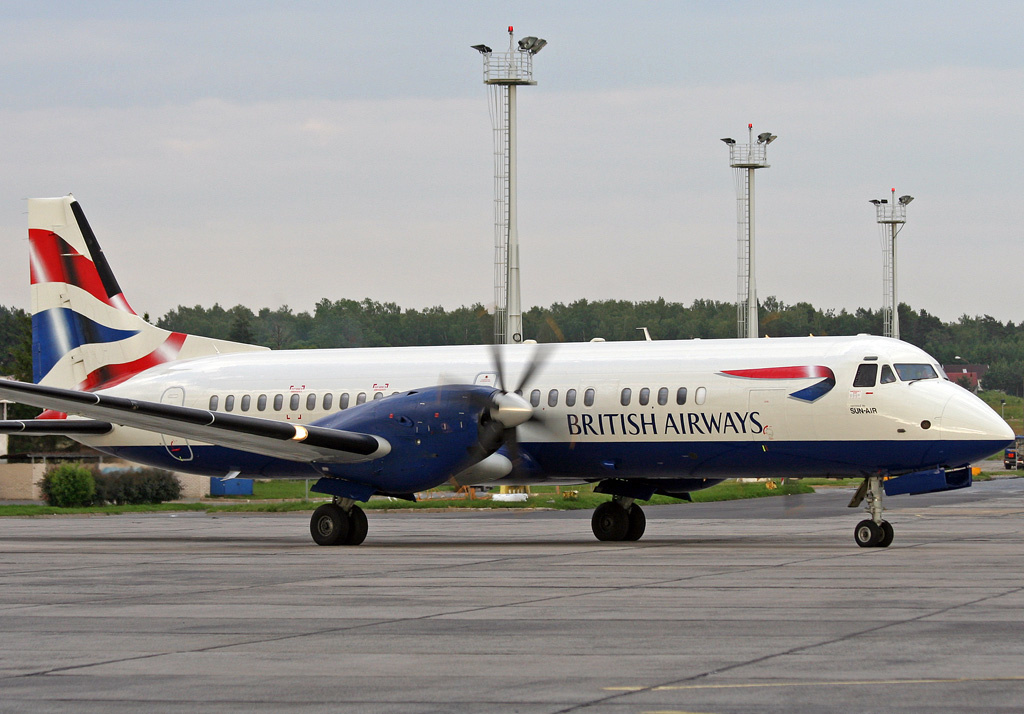
ВАЕ АТР а/к Sun Air of Scandinavia, 2006

Станом на листопад 2011, в експлуатації знаходилося 40 літаків ATP (вказана авіакомпанія і число машин): West Air Sweden (12), Atlantic Airlines (12), NextJet Sweden (4), Deraya (2) and Air Go Airlines (1). Більшість машин експлуатуються у вантажній конфігурації. Єдина авіакомпанія, експлуатуюча пасажирський варіант — NextJet Sweden.

## Льотно - технічні характеристики
- Екіпаж: 4 (2 льотчика, 2 бортпровідника)
- Пасажиромісткість: 64
- Довжина: 26,00 м
- Розмах крил: 30,63 м
- Висота: 7,14 м
- Вага порожнього: 13,595 кг
- Максимальна злітна вага: 22,930 кг
- Силова установка: 2 × ТВД Pratt & Whitney Canada PW126, потужністю 2653 л. с. кожен
- Крейсерська швидкість: 496 км/год
- Дальність: 1,825 км
- Практична стеля: 7,600 м